# Хакимов, Дмитрий Абдулович
Дми́трий Абдулович Хаки́мов, псевдоним Snake (Снэйк) (род. 21 января 1970, Москва, СССР) — российский продюсер, автор песен, барабанщик, художник, бывший участник групп «Агата Кристи», «Блондинка КсЮ». В настоящее время - барабанщик в «МЭD DОГ», «The Matrixx» (ныне - «Глеб Самойлов - Агата Кристи») , и «НАИВ».

## Биография
Родился в 1970 году в московском районе Свиблово в семье преподавателей вузов. В школьные годы играл в различных группах на репетиционных базах в Москве и Мытищах. Потом ушёл служить в армию, в Чебаркуль. Свою первую группу «Янг Ганз» создал в 1991 году, через год с группой сотрудничал продюсер Юрий Айзеншпис. Группа принимала участие в фестивалях «Славянский базар», «Железный марш» и т. д. Выступала на разогреве в рамках фестиваля «Белые ночи» в Санкт-Петербурге у групп «Snap!» и «Europe». После распада группы в 1994 году организовал «МЭD DОГ», официальная дата рождения группы 20 февраля 1995 года. Участвовал в сольном проекте дочери генерального директора «Олимпийского» Оксаны Дробинской «3.31», что позволило создать там в одном из помещений репетиционную точку, а также записывать демо-кассеты группы «Мэд Дог» и дружественных групп, там же был снят клип на песню «Улетай». С 1996 года играет с группой «НАИВ». С середины 90-х занимается организацией концертов. В начале 2000-х работал арт-менеджером клуба «Эстакада». Организовал два фестиваля — «Панки в городе» и «PUNK-O-МАНИЯ». Выпускает к фестивалям одноименные панк-сборники.
В 2003 года получил приглашение от вокалиста британской глэм-группы The Dogs D'Amour — Tyla сыграть в составе его группы концерт в Москве. В 2008 г. получил приглашение от группы «Агата Кристи» принять участие в их финальном туре «Эпилог». Участвовал в записи нескольких песен и играл с группой до 2010 года, приняв участие почти в 70 концертах.
В 2010 году вместе c Глебом Самойловым организовал группу The Matrixx.
Сотрудничал как сессионный музыкант в концертах и записях таких групп и исполнителей, как группа Алексея Глызина, группа Влада Сташевского, группа Ольги Рожновой «Вояж», «Бахыт-Компот», «Лосьон», «3/31», Lady's Man, «Тринадцатое Созвездие» и др.
В феврале 2006 года получил предложение от немецкой компании по производству тарелок Meinl об эндорсерском соглашении и стал представителем компании в России.
С 2017 года — эндорсер швейцарской компании Agner по производству барабанных палочек.

### «Блондинка КсЮ» (2005—2009)
В 2005 году помогал Ксении Сидориной в создании группы «Блондинка КсЮ», где выступает в качестве барабанщика и директора группы. Участвовал в записи двух альбомов — «Я - Блондинка!» (2005) и «Время всё разрушает» (2006). В 2008 году прекратил сотрудничество с группой.

### «Агата Кристи» (2008—2010)
Весной 2008 года Хакимов получил приглашение от группы «Агата Кристи» принять участие в их финальном туре «Эпилог». С лета 2008 года участвовал в репетициях нового материала группы. Осенью 2008 года стартовал тур в новом составе «Агаты Кристи» и с новыми песнями. Хакимов записал ударные на песню «Сердцебиение» и снялся в клипе на эту песню. В 2009 году «Агата Кристи» при участии Хакимова записала кавер-версию на песню группы «Машина времени» «Он был старше её». «Агата Кристи» играла на фестивалях «Рок над Волгой», «RAMP» и др. В 2009 году стартовал прощальный тур «Агаты Кристи» «Эпилог», Хакимов отыграл с группой 44 концерта. В декабре 2009 года группа прекратила своё существование и солист группы Глеб Самойлов создал вместе с Хакимовым новую группу — The Matrixx.

### The Matrixx (с 2010) / Глеб Самойлов - Агата Кристи
В группе The Matrixx Дмитрий Хакимов является директором, барабанщиком и продюсером. В сентябре 2010 года группа выпустила дебютный альбом «Прекрасное жестоко». В 2017 вышел последний альбом «Здравствуй».
В 2023 году группа была переименована в «Глеб Самойлов - Агата Кристи». Бессменным лидером группы остаётся Глеб Самойлов. Дмитрий играет на ударных и ведёт социальные сети коллектива.

## Инструменты
Дмитрий Хакимов является эндорсером фирм Agner (палочки) и MEINL (тарелки и перкуссия) , использует пэды и модуль Roland.

## Дискография
Студийные альбомы
- Янг Ганз — «Young Guns» (1992)
- Янг Ганз — «Я не мальчик-пай» (1994)
- 3.31 — «Будь, что будет» (1995)
- МЭD DОГ — «MAD DOG» (1997)
- НАИВ — «Пост-алкогольные страхи» (1997)
- МЭD DОГ — «6.3.0.» (1999)
- НАИВ — «Оптом и в розницу» (2000)
- МЭD DОГ — «Избранное 1995-97» (2000)
- МЭD DОГ — «На заре» (2001)
- НАИВ — «Форева» (2002)
- НАИВ — «Rock’n’Roll мёртв?» (2003)
- МЭD DОГ — «Rewind» (2004)
- Блондинка КсЮ — «Я — Блондинка!» (2005)
- НАИВ — «Обратная сторона любви» (2006)
- Блондинка КсЮ — «Время все разрушает» (2006)
- The Matrixx — «Прекрасное жестоко» (2010)
- The Matrixx — «Треш» (2011)
- МЭD DОГ — «Меланхолия» (2013)
- The Matrixx — «Живые но Мертвые» (2013)
- The Matrixx — «Light» (2014)
- The Matrixx — «Резня в Асбесте» (2015)
- НАИВ — «Populism» (2015)
- The Matrixx — «Здравствуй» (2017)
- НАИВ — «Make Naive Great Again» (2018)

Официальные концертные альбомы (DVD, телевизионные и интернет концерты)
- НАИВ — «Рок» (2001)
- НАИВ — «Живой и невредимый» (2004)
- НАИВ — «Alter ego» (2007)
- Агата Кристи — «Эпилог» (2009)
- The Matrixx — «Прекрасное жестоко тур» (2011)
- НАИВ — «На Арене» (2015)